# تشوي إيون-كيونغ (لاعبة هوكي الحقل)
تشوي إيون-كيونغ (هانغل: 최은경) هي لاعب هوكي الحقل كورية جنوبية، ولدت في 23 سبتمبر 1971.

## وصلات خارجية
- تشوي إيون-كيونغ على موقع أوليمبيديا (الإنجليزية)